# Рапідум (руїни)
36°08′00″ пн. ш. 6°26′00″ сх. д. / 36.133333° пн. ш. 06.433333° сх. д.
Рапідум (latino: Dioecesis Rapidensis) — це залишки стародавньої римської колонії та форту, що знаходиться в сучасному Алжирі.

## Історія
Римляни побудували форт на південь від сучасного Алжиру протягом першого століття свого правління в Мавретанії Цезарійській між містами Кастелум та Авзія. Це було зроблено з метою розширення свого впливу та контролю на Півночі Африки. Так поблизу форту з'явилося місто на дорозі з назвою Нова Праентура, що йшла з Нумідії до Мавретанія Тінгітанська.
Однойменний форт існував до 201 р н. е., а місто існувало до часу правління імператора Авреліана, коли було зруйновано берберськими кочівниками. Пізніше імператор Діоклетіан відновив його в кінці ІІІ століття з величезними будівлями, яке проіснувало до арабських навал.
|  | Існувало дві різні частини Рапідума: табір і місто. Табір має прямокутну форму із закругленими кутами. Вона відноситься до 122 р. н.е. Фортечна огорожа складається з двох стін, що закривали місто ззовні. По обидві сторони від чотирьох воріт, по одному на кожній стороні табору, стояли сторжеві вежі. Місто мало розмір 28 х 24,5 м і, відповідно, до класичного плану, складалося з трьох частин ... В ньому було два великих будинки, а також невеликі приватні лазні і сім кімнат розташовані навколо двору. Інша частина табору була зайнята казармою і термами Princeton E. |

Площа міста складала 15 га. За правління Марка Аврелія у Рапідумі проживало близько 4000 жителів, в основному романізованих берберів.
Залишки величних статуй Юпітера і Мінерви свідчать про існування «Капітолія». Там також, безсумнівно, був храм Церери.

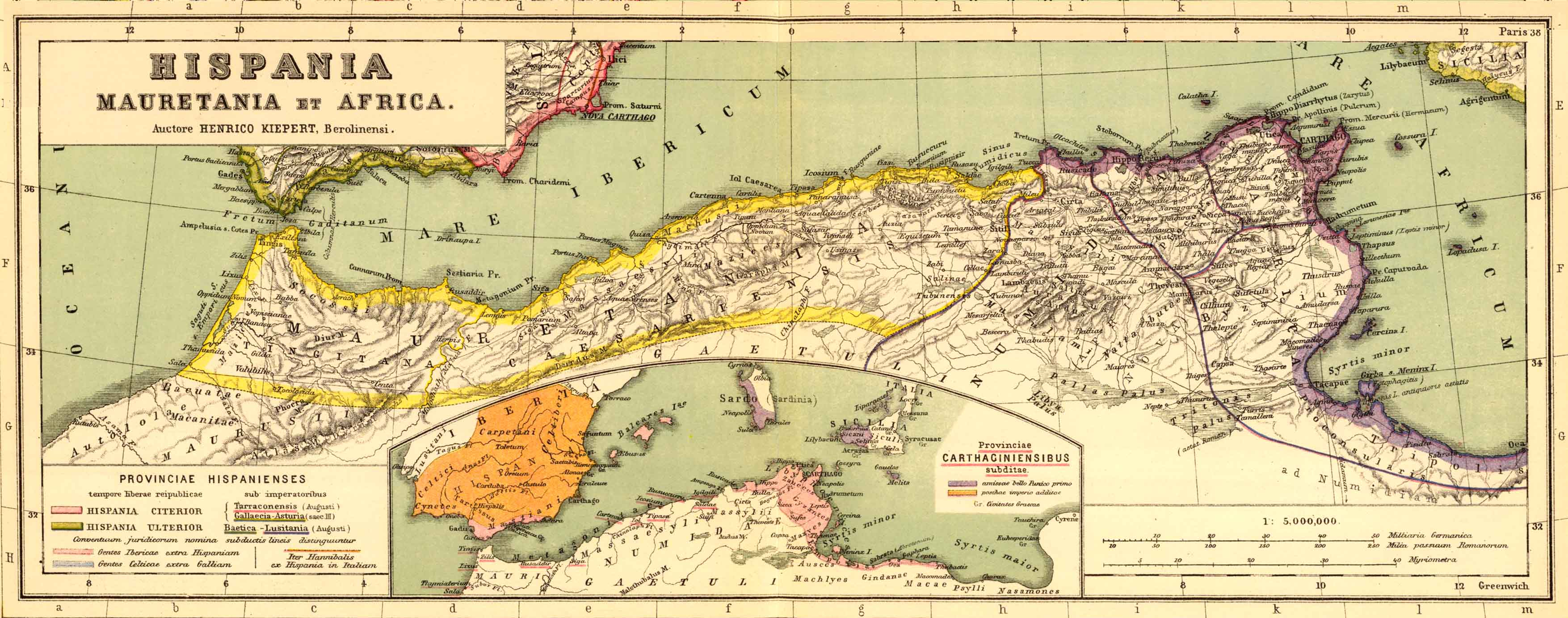
Карта Мавританії та Нумідії

Форт був покинутий близько 325 р н. е., в той час як місто існувало ще кілька століть, коли було практично зруйноване. Після остаточного зруйнування міста вандалами, Рапідум відновилось, як невеличке християнське село.
Воно зникло після арабського завоювання Північної Африки у VII століття. Зараз залишаються лише деякі руїни, розкопані в 1920-ті роки французькими вченими.